# De moord op Roger Ackroyd
De moord op Roger Ackroyd (Engelse titel: The Murder of Roger Ackroyd) is een detectiveroman van Agatha Christie uit 1926. Hercule Poirot is de detective. Het eind van het boek was uniek voor zijn tijd en baarde nogal wat opzien.

## Verhaal
Het verhaal speelt zich af in het fictieve dorp King's Abbott in Engeland. Dr. James Sheppard, de dorpsdokter, is de verteller in het boek. Mrs. Ferrars, een rijke weduwe van wie gezegd wordt dat ze haar man vermoord heeft, sterft. Het lijkt een ongeval, tot Roger Ackroyd, een weduwnaar die een oogje op Mrs. Ferrars had, aan Sheppard een bekentenis doet. Zij heeft tegenover hem de moord op haar man toegegeven, en ook gezegd dat ze daarmee werd gechanteerd. Haar dood was zelfmoord. Kort hierna wordt Ackroyd zelf vermoord aangetroffen. Poirot, die net in het dorp is komen wonen, begint aan het onderzoek. Dr. Sheppard biedt aan hem te helpen.
Tijdens het onderzoek passeren vele verdachten de revue, maar zij blijken allemaal een alibi te hebben: Mrs. Cecil Ackroyd, Rogers neurotische en hypochondrische schoonzuster, die zware schulden blijkt te hebben; haar dochter Flora; Major Blunt, een jager op groot wild; Geoffrey Raymond, Ackroyds privésecretaris; Ralph Paton, Ackroyds stiefzoon, die ook zwaar in de schulden zit; Parker, Ackroyds butler, die een ongezonde nieuwsgierigheid naar andermans zaken aan de dag legt; Ursula Bourne, het dienstmeisje met een onduidelijk verleden, dat op de middag van de moord haar baan heeft opgezegd. 
In het begin is vooral Ralph verdacht. Hij is immers Rogers erfgenaam. Maar ook hij moet worden geschrapt van het lijstje van verdachten.
Op het eind van het boek geeft Poirot in een gesprek met Dr. Sheppard de oplossing van het raadsel. De moordenaar kan niemand anders zijn dan ... Dr. Sheppard, de verteller van het verhaal. Dr. Sheppard chanteerde Mrs. Ferrars met zijn kennis over de moord op haar man. Uit wat Roger Ackroyd hem vertelde, maakte hij op dat deze achter de identiteit van de chanteur dreigde te komen. Daarom moest Ackroyd uit de weg worden geruimd. Poirot geeft Sheppard de keus: hij wacht de volgende ochtend af, en dan gaat Poirot hem aangeven bij de politie, of hij pleegt zelfmoord.
In het laatste hoofdstuk, dat het karakter van een korte epiloog heeft, blijkt dat Sheppard gaat kiezen voor het laatste.
Een ontknoping waarbij de verteller de moordenaar blijkt, was nooit eerder bedacht. Het boek baarde dan ook nogal wat opzien. Een deel van de lezers vond het een geniale vondst, een ander deel voelde zich opgelicht.